# 笑功震武林
《笑功震武林》是一套2013的香港電影，由王晶、姜國民執導，以民國初年動蕩形勢下的福星鎮為主線的喜劇動作片。

## 劇情
民國初年，東北地區，軍閥、土匪、日本特務勢力交錯，民不聊生。區內唯有福星鎮，可稱為人間樂土，因凡冒犯福星鎮者，都會無故消失。其實是有七大高手隱居於此，包括多仔公花天嬌（曾志偉 飾）、食店姐妹花麥當娜（吳君如 飾）及麥當紅（謝娜 飾）、道士喃嘸炳（元華 飾）、小裁縫（王祖藍 飾）、賣胭脂水粉的小喇叭（鄭中基 飾）跟妓院老闆黛玉姐（孟瑤 飾），各人均身懷絕技，保鎮民平安。軍閥林國棟（洪金寶 飾）受日本間諜多次拉攏，俱不為所動。 其女兒雪兒（童菲 飾）美麗活潑，深得眾俠歡心，更是小裁縫的夢中情人。

## 演員
| 演員   | 角色     | 簡介                                                                                       |
| ------ | -------- | ------------------------------------------------------------------------------------------ |
| 洪金寶 | 林國棟   | 有勢力軍閥，誓不屈服於日本人之下 林雪兒之父 被黑澤清子控制，後獲江南七怪所救成功擺脫其控制 |
| 吳君如 | 麥當娜   | 江南七怪之一 麥當勞飯店店長及傳菜員 麥當紅之姐 花天嬌之鍾情對象                            |
| 鄭中基 | 小喇叭   | 江南七怪之一 賣胭脂水粉維生 與麥當紅相戀 養有一隻靈猴大喇叭                                |
| 曾志偉 | 花天嬌   | 江南七怪之一 多仔公 鍾情麥當娜 為救麥當娜而被黑澤清子一掌打死                              |
| 王祖藍 | 嬌婆四   | 江南七怪之一 小裁縫 暗戀林雪兒，後為其男友                                                 |
| 謝娜   | 麥當紅   | 江南七怪之一 麥當勞飯店點心師 麥當娜之妹 與小喇叭相戀                                      |
| 元華   | 甲乙炳   | 江南七怪之一 喃嘸炳 道士，常主持法事 暗戀玉姐，後為其男友                                  |
| 童菲   | 林雪兒   | 林國棟之女 擅長烹飪，時常到福星鎮買新鮮蔬果 被嬌婆四暗戀，後為其女友                       |
| 孟瑤   | 林黛玉   | 江南七怪之一 玉姐，妓院老闆娘                                                              |
| 釋延能 | 洪虎     | 猛虎莊，漢奸 最后被洛天打死                                                                |
| 許明虎 | 秦浩     | 年青愛國志士，后慘死猛虎寨                                                                 |
| 伍允龍 | 洛天     | 年青愛國志士 方欣之未婚夫                                                                  |
| 陳嘉桓 | 方欣     | 年青愛國志士 洛天之未婚妻 被洪凤用毒標所伤,最后被江湖七怪治好。                            |
| 杜宇航 | 洛豪     | 年青愛國志士，后慘死猛虎寨                                                                 |
| 洪天明 | 陳剛     | 年青愛國志士，后慘死猛虎寨                                                                 |
| 谷祖琳 | 黑澤清子 | 日本女特務 以美色誘惑林國棟，並控制其神智 最后被林国栋一脚踢死                             |
| 蔣璐霞 | 洪鳳     | 猛虎莊，漢奸 最后被娇婆四用红布缠着全身并吊起来                                            |
| 莫美林 | 洪豹     | 猛虎莊，漢奸                                                                               |
| 李健仁 |          | 山賊                                                                                       |
| 溫超   |          | 年輕人                                                                                     |

## 評價
- 香港爽報的善人給予3顆星（最高5顆），他說：「《笑功震武林》的卡士可謂難得一見的強，但當觀眾見到「王晶導演」四個字仿如撞鬼般卻步，加上那張嚇死人的海報，真係未入戲先打三十大板。說實話，此片絕不是想像中差，它有點似《百星酒店》，靠多位港星互動發揮個人爆笑魅力，融合極度卡通式無聊笑話，懶理劇本的反智胡扯，撇開這個包袱純為不用動腦開心一番，倒會滿足離場。」[1]

- 明報的石琪給予1顆星（最高5顆），說：「王晶新製作《笑功震武林》卻使我很失望，像賀歲片大批港星搞打搞笑，然而非常胡鬧愚蠢，不提也罷。」[2]